# Parupeneus multifasciatus
Parupeneus multifasciatus е вид лъчеперка от семейство Mullidae.

## Разпространение
Видът е разпространен в Австралия (Западна Австралия, Куинсланд, Лорд Хау, Нов Южен Уелс и Северна територия), Американска Самоа, Вануату, Виетнам, Гуам, Индонезия, Кирибати, Кокосови острови, Маршалови острови, Микронезия, Ниуе, Нова Каледония, Остров Норфолк, Остров Рождество, Острови Кук, Палау, Папуа Нова Гвинея, Питкерн, Провинции в КНР, Самоа, САЩ (Хавайски острови), Северни Мариански острови, Соломонови острови, Тайван, Тонга, Фиджи, Филипини, Френска Полинезия, Хонконг и Япония.